# Hammershus (kasteel)

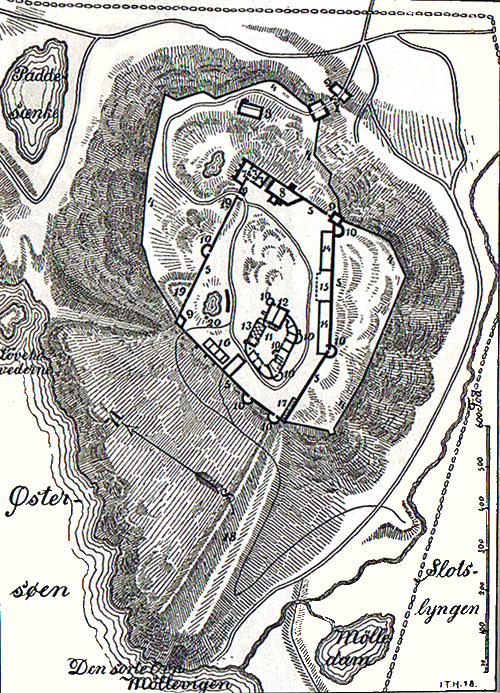
Plattegrond van Hammershus

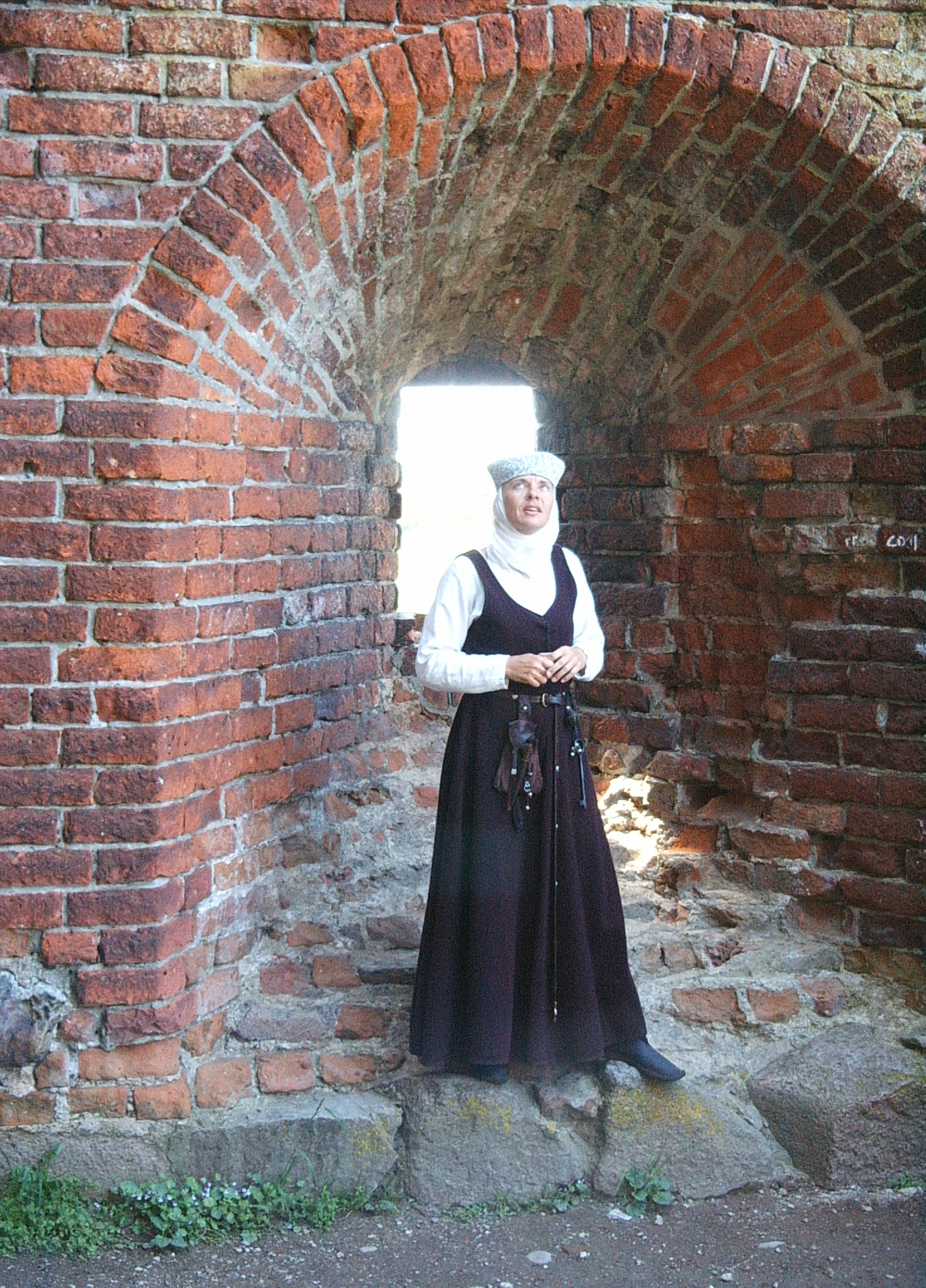
Gids op Hammershus

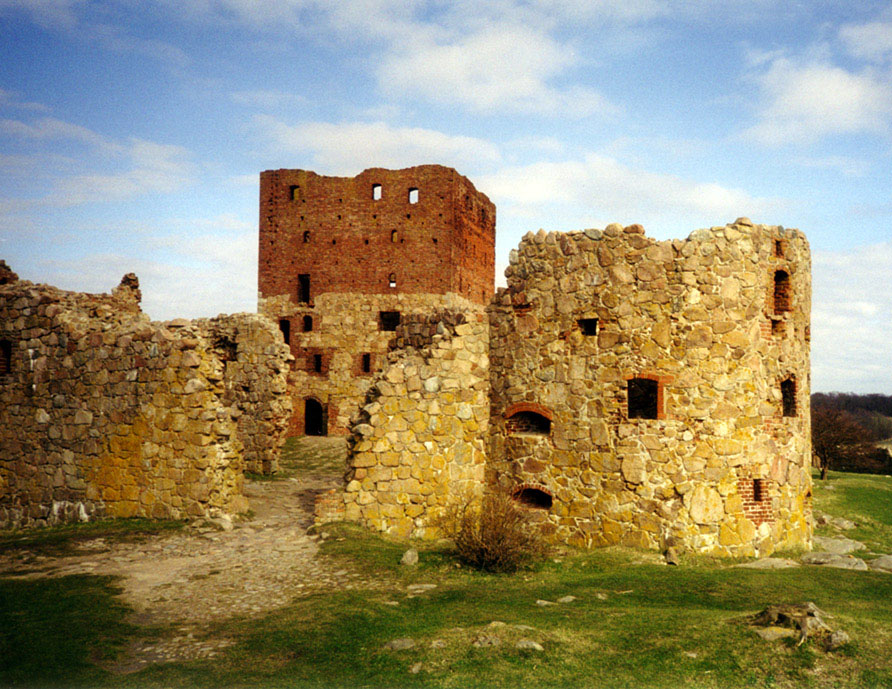
Donjon en deel van de ommuring van de binnenplaats van de hoofdburcht

Hammershus is Noord-Europa's grootste kasteelruïne. Het kasteel op Hammeren, het noordwestelijke deel van het eiland Bornholm, is nu tot ruïne vervallen. Aangenomen wordt dat het rond 1255 door de aartsbisschop van Lund Jakob Erlandsen werd gebouwd. Vóór de bouw schijnt er reeds een vluchtburcht te zijn geweest, die Jakob Erlandsen uitbreidde.

## Geschiedenis van Hammershus
De geschiedenis van Hammershus kan worden ingedeeld in drie perioden:
- Periode van de aartsbisschoppen (1150-1525)
- Periode van Lübeck (1526-1575)
- Periode van de leenheren (1576 - begin 18e eeuw).

In 1265 werd de vesting veroverd door de Deense koning Erik V Klipping, maar elf jaar later in 1276 weer aan de aartsbisschop teruggegeven. In de daarop volgende jaren speelde Hammershus onder het bewind van de aartsbisschoppen Jens Grand (1289-1302) en Esger Juul (1310-1325) een belangrijke rol in de machtsstrijd tussen de Rooms-Katholieke Kerk en het Deense koningshuis.
Omdat Deense vogelvrijverklaarden toevlucht konden vinden in Hammershus, besloot koning Erik VI Menved de burcht te veroveren, wat zijn maarschalk Ludvig Albertsen Eberstein in 1319 lukte. Eberstein werd hoofdman namens de koning, maar toen het kasteel in 1321 door koning Christoffel aan de aartsbisschop van Lund werd teruggegeven, werd hij kasteelheer namens het aartsbisdom Lund. In 1324 en 1325 verdedigde Eberstein het kasteel tegen aanvallen van de Deense rijksmaarschalk Peder Vendelbo, maar na een beleg van zestien maanden moest hij zich overgeven. Koning Waldemar IV Atterdag was korte tijd de bestuurder van het kasteel, maar opnieuw werd Hammershus teruggegeven aan het aartsbisdom. In 1522 eiste de Deense koning Christiaan II Hammershus voor zich op en hield hier bisschop Jens Andersen Beldenak van Odense gevangen. In hetzelfde jaar werd Hammershus ingenomen door Lübeck en grotendeels verwoest. De nederlaag was een van de redenen voor de afzetting van Christiaan II in 1523. In 1526 kreeg Lübeck het eiland Bornholm van Denemarken in onderpand en Hammershus werd uitgebouwd tot de grootste vesting van Noord-Europa.
In 1576 kwam Hammershus opnieuw in de handen van het Deense koningshuis. De vorsten verwaarloosden het onderhoud van het kasteel en het raakte in verval. Bovendien werd de vesting als technisch achterhaald beschouwd. In 1645 werden Hammershus en het eiland Bornholm door de Zweden ingenomen, maar zij moesten korte tijd later het eiland weer verlaten. In 1658 kwam Bornholm als gevolg van de Vrede van Roskilde weer in Zweedse handen. Johan Printzensköld werd als gouverneur aangesteld. Later dat jaar werd tijdens de Bornholmse opstand, gesteund door de Deense koning Frederik III, het Zweedse leger met succes overmeesterd, nadat Villum Clausen de Zweedse gouverneur Johan Printzensköld in Rønne om het leven had gebracht. De Bornholmers gaven het kasteel daarna terug aan de Deense koning.
Mettertijd verloor Hammershus de belangrijke positie die het tot die tijd had ingenomen. Het werd nog wel als staatsgevangenis gebruikt. Onder andere de dochter van koning Christiaan IV, Leonora Christina werd daar in 1660 samen met haar man, de rijksgraaf en rijkshofmeester Corfitz Ulfeldt voor 17 maanden opgesloten. In 1743 werd Hammershus definitief ontruimd. Tot 1822 werd het gebruikt als steengroeve waarna het "beschermd" werd verklaard.
Een nieuwe vesting ter verdediging van Bornholm werd gebouwd op het eiland Christiansø. Delen hiervan werden gebouwd met materiaal dat men van Hammershus had gehaald.

## Ligging
Hammershus werd gebouwd op een 74 meter hoge rots en heeft een oppervlakte van circa 35.000 m². Het bestaat uit een hoofdburcht en twee voorburchten. De buitenmuur heeft een lengte van 750 meter. Aan de zeekust zijn er steile rotspartijen en aan de andere zijden ligt een moeilijk begaanbaar rotsterrein. Door de aanleg van een slotgracht met brug en een buitenmuur kon de vesting nog beter verdedigd worden. De toegangsweg over de brug was gebogen, wat het moeilijk maakte om met een stormram de toegang te forceren.
Slotsgården (de binnenplaats van de hoofdburcht) ligt er nu leeg bij. Vroeger wemelde het daar van mensen en dieren en was het omringd door grote en kleine gebouwen en een binnenste ringmuur. De gebouwen waren ingericht als magazijnen en stallen waar de belastingopbrengsten opgeslagen werden. De verdedigingstorens met kanonnen stonden op de hoeken van de burcht. De huishouding van het kasteel werd ook hier ondergebracht. Zij bewoonden de gebouwen in het zuiden van de binnenplaats.

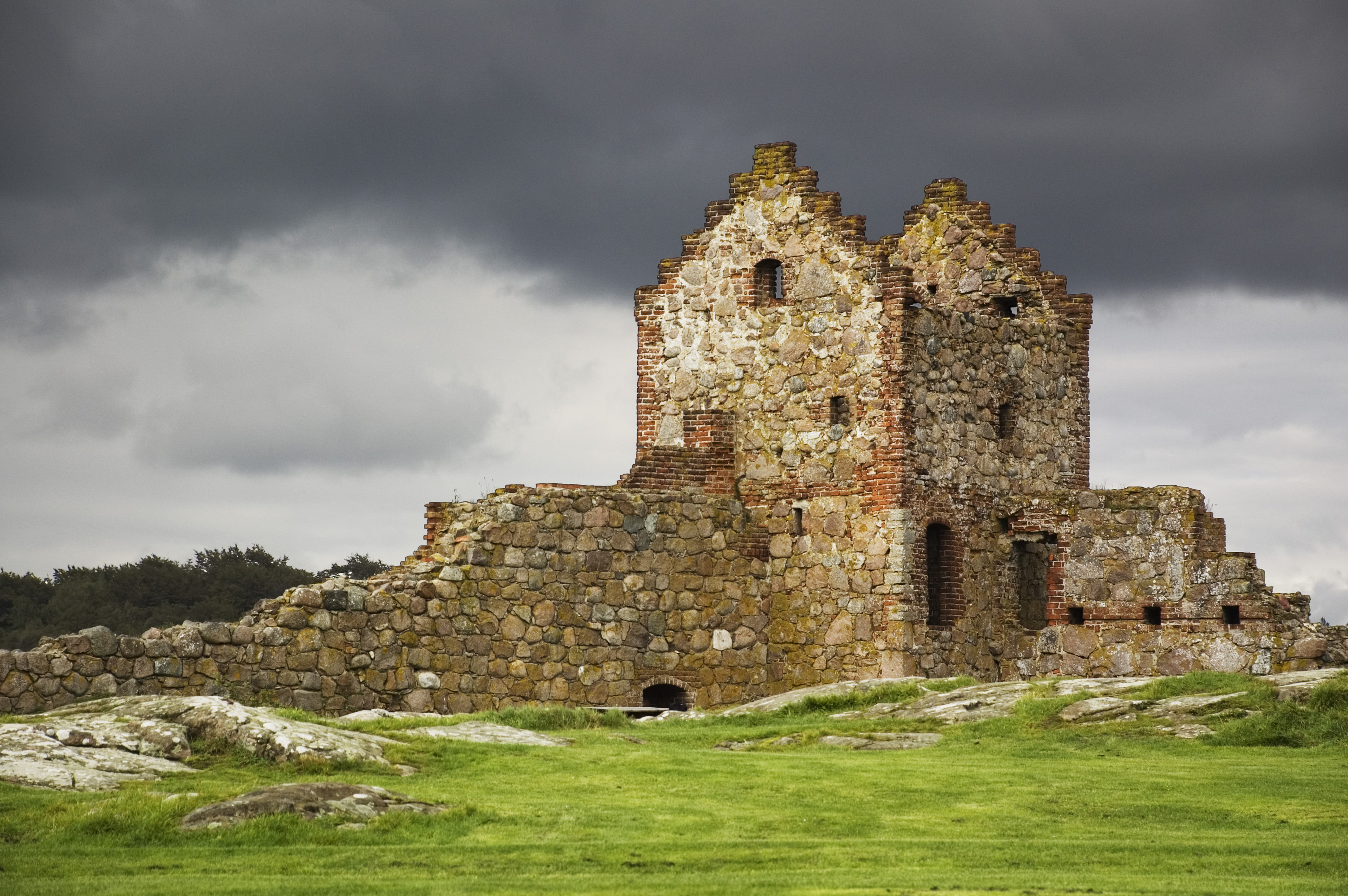
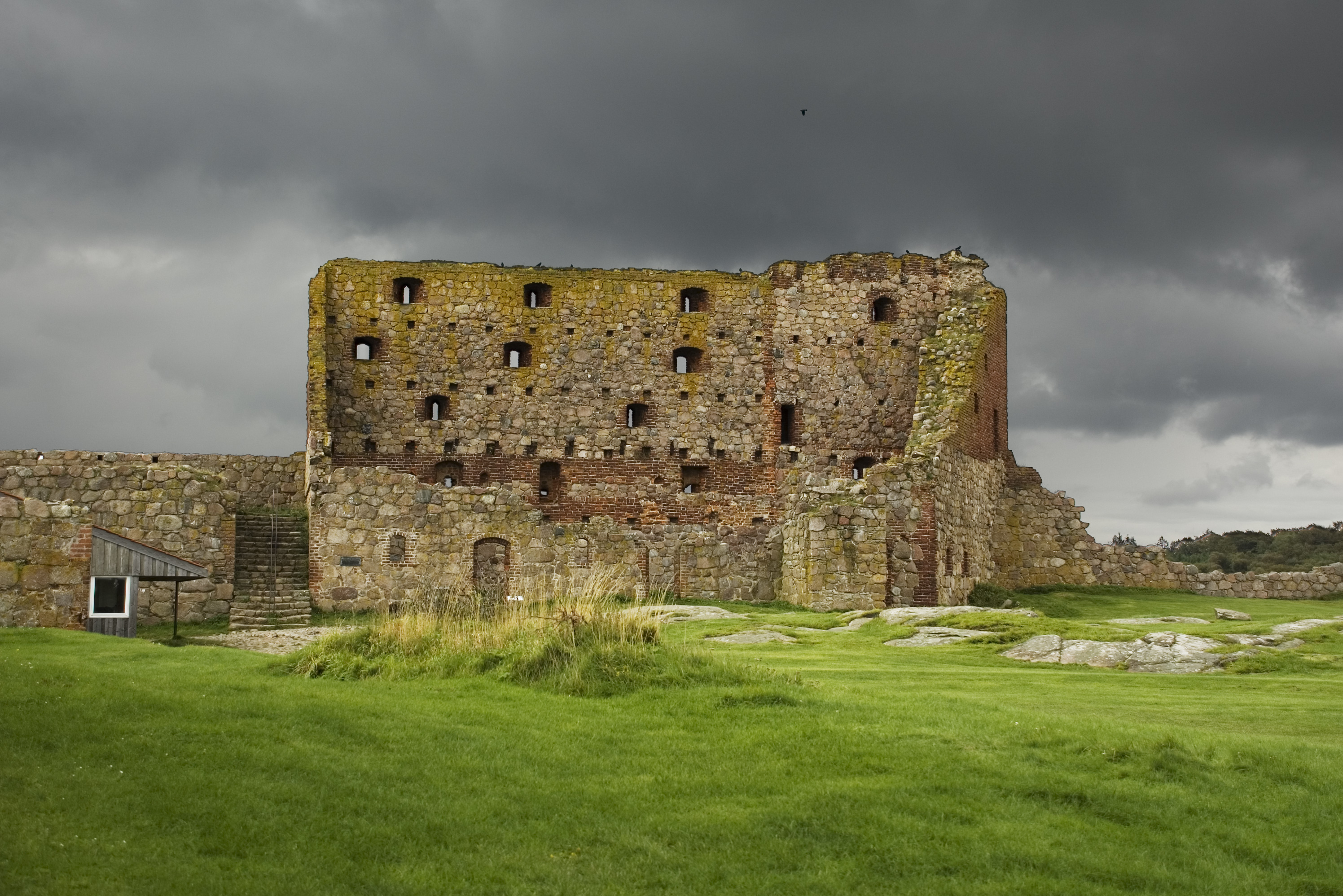
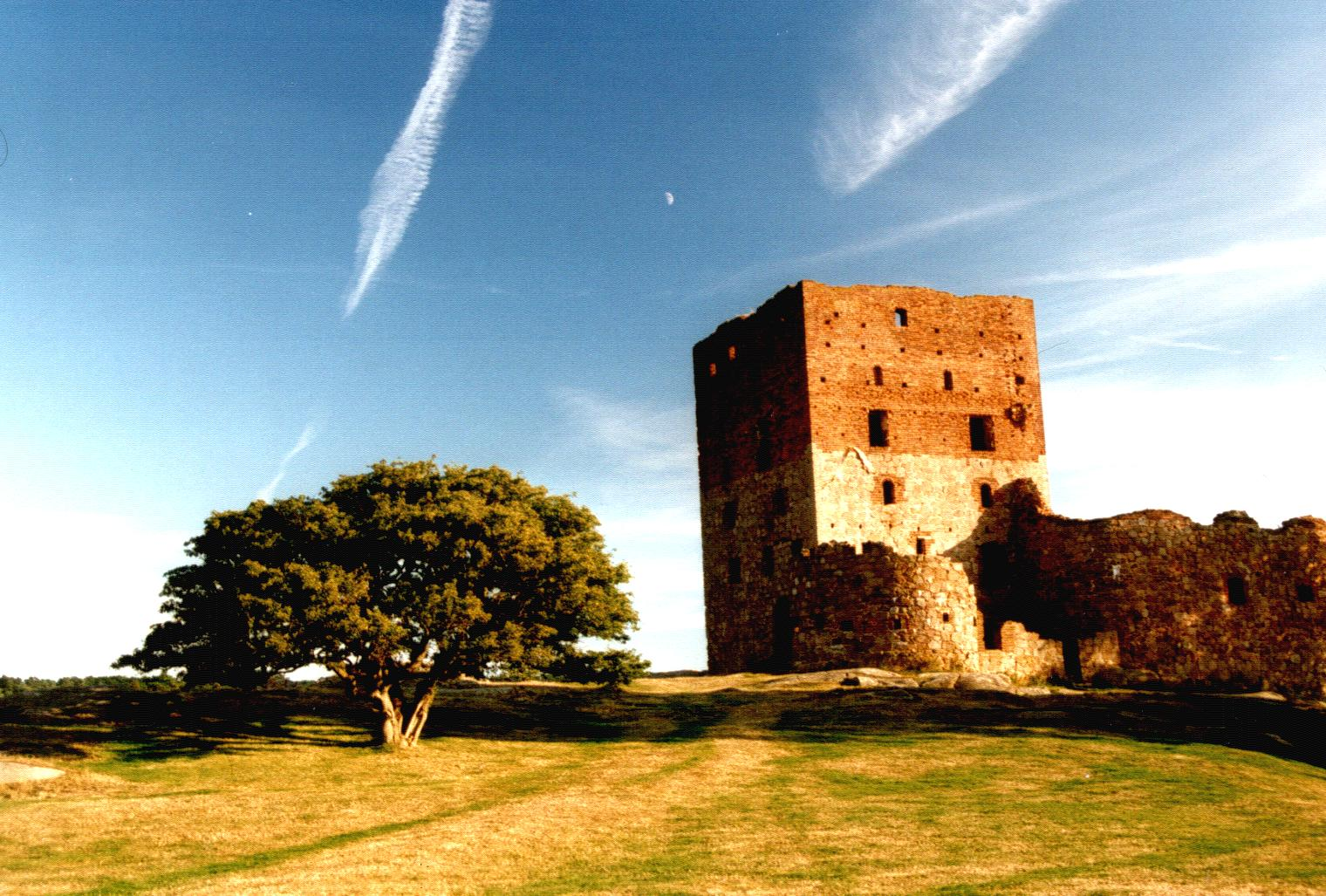
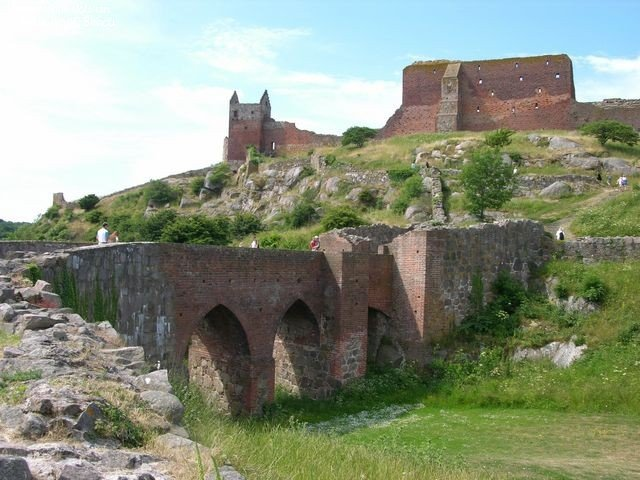

Christiansø Fort · Dueodde Fyr · Gamleborg · Hammeren Fyr · Hammerodde Fyr · Hammershus · Kastellet · Kongemindet · Lilleborg · Rønne Fyr · Salomons Kapel · Svaneke Fyr
- Gemeinsame Normdatei: 4640946-4
- Library of Congress Control Number: sh2021003951
- Nationale Bibliotheek van Israël: 987012403863305171
- Virtual International Authority File: 240545507